# Sabeco (brasserie)
Sabeco (également SABECO, Saigon Alcohol Beer and Beverages Corporation, vietnamien : Tổng Công ty Cổ phần Bia – Rượu – Nước giải khát Sài Gòn) est le premier producteur de bière du Viêt Nam. 

## Propriété
Sabeco était placée sous l'autorité du ministère vietnamien du Commerce et de l'Industrie mais est désormais une filiale de ThaiBev. 
En 2011, Sabeco a produit 1,2 milliard de litres de bière, soit 51,4% du marché national. 
Le ministère vietnamien du Commerce et de l'Industrie détenait près de 89,59 % de Sabeco en septembre 2012, ainsi qu'une majorité des actions du concurrent Habeco.
La direction du ministère a annoncé en juillet 2012 qu'il n'avait pas encore l'intention de cesser de contrôler l'entreprise. Nguyễn Bá Thi, ancien président du conseil d'administration qui a été licencié par le ministère en mai 2012 a déclaré que le ministère s'était trop ingéré dans l'entreprise.   
Sabeco a fait son premier appel public à l'épargne en 2008. 
En septembre 2012, cinq sociétés internationales souhaitaient investir dans Sabeco. Heineken, SAB Miller, Kirin et Asahi ont indiqué leur intérêt à devenir une partie prenante ou un partenaire stratégique,. ThaiBev, basée à Bangkok, a acheté la majorité des actions de Sabeco en 2018 pour 4,8 milliards de dollars, mettant fin à la propriété nationale de Sabeco. Au moment de l'acquisition, la part de marché de Sabeco au Viêt Nam était tombée en dessous de 40 %.

## Production
Ses principales marques sont Saigon Beer et 333 Beer. 

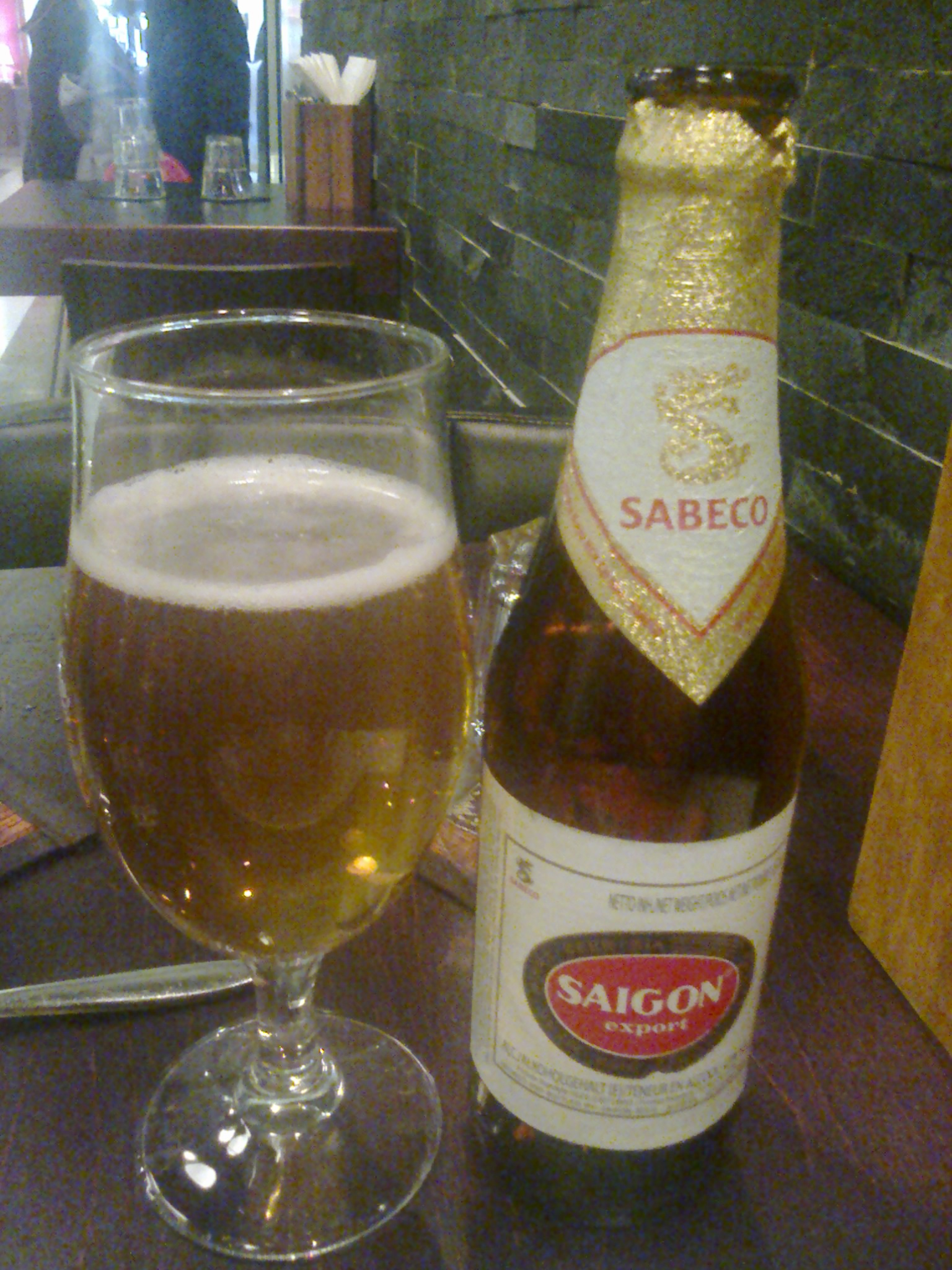
Bière de Saigon pour l'exportation, photo prise à Helsinki, en Finlande.

Sabeco possède plusieurs filiales régionales à travers le Viêt Nam.

## Part de marché et concurrence
La part de marché de Sabeco était de 51,4% en 2010. Ses principaux concurrents sont Habeco (également détenu par le ministère de l'Industrie et du Commerce) (13,9 %) et Vietnam Brewery Limited (VBL, 29,7 %), une coentreprise de Asia Pacific Breweries de Singapour et de Saigon Trading Group (Satra), qui brasse et vend Heineken, Tiger Beer et Bière Larue au Vietnam.

## Actionnaires
Au début 2020, les actionnaires de Sabeco sont :
| #  | Actionnaire                                   | Actions     | %      |
| -- | --------------------------------------------- | ----------- | ------ |
| 1  | Vietnam F&B Alliance Investment               | 343 642 587 | 53.6%  |
| 2  | Gouvernement du Viêt Nam                      | 230 856 547 | 36.0%  |
| 3  | Dragon Capital Management Co. Ltd.            | 6 809 628   | 1.06%  |
| 14 | JPMorgan Asset Management                     | 3 565 070   | 0.56%  |
| 5  | Norges Bank Investment Management             | 1 448 760   | 0.23%  |
| 6  | Capital Asset Management Co., Ltd.            | 1 435 157   | 0.22%  |
| 7  | Matthews International Capital Management LLC | 869 419     | 0.14%  |
| 8  | Morgan Stanley Investment Management, Inc.    | 733 420     | 0.11%  |
| 9  | Baring Asset Management (Asia) Ltd.           | 569 389     | 0.089% |
| 10 | Fiera Capital (UK) Ltd.                       | 508,730     | 0.079% |

## Époque de la guerre du Vietnam
Ba Muoi BaBiere (33 Beer) est une marque locale qui était populaire parmi les soldats américains pendant la guerre des États-Unis au Vietnam. C'était le précurseur de la "333". "33" Biere Export est fabriquée par BGI Tien Giang. 